# District de Magdebourg
Ne pas cofonde avec la district de Magdebourg (1815-1944, 1945-1947, et 1990-2003)
Le district de Magdebourg était l'un des 15 Bezirke (districts) de la République démocratique allemande, nouvelles subdivisions administratives créées lors de la réforme territoriale de 1952 en remplacement des cinq Länder préexistants. Ces districts furent à leurs tours dissous en 1990, en vue de la réunification allemande et remplacés par les anciens cinq Länder reconstitués, dont le district de Magdebourg constitue la partie septentrionale de l'actuel Land de Saxe-Anhalt.
Immatriculation automobile : H, M

## Démographie
- 1 249 500 hab. en 1989

## Structure administrative
Le district comprenait :
- La ville-arrondissement (Stadtkreis) de :

1. Magdebourg

- Les arrondissements (Kreis) :

1. Arrondissement de Burg
2. Arrondissement de Gardelegen
3. Arrondissement de Genthin
4. Arrondissement d'Halberstadt (de)
5. Arrondissement d'Haldensleben (de)
6. Arrondissement d'Havelberg
7. Arrondissement de Kalbe-sur-Milde (jusqu'en 1987)
8. Arrondissement de Klötze
9. Arrondissement de Loburg (jusqu'en 1957)
10. Arrondissement d'Oschersleben
11. Arrondissement d'Osterburg
12. Arrondissement de Salzwedel
13. Arrondissement de Schönebeck (de)
14. Arrondissement de Seehausen (jusqu'en 1965)
15. Arrondissement de Staßfurt
16. Arrondissement de Stendal
17. Arrondissement de Tangerhütte (jusqu'en 1987)
18. Arrondissement de Wanzleben
19. Arrondissement de Wernigerode
20. Arrondissement de Wolmirstedt (de)
21. Arrondissement de Zerbst

## Gouvernement et les dirigeants du SED

### Premier secrétaire duSEDpour le district
- 1952–1979 Alois Pisnik
- 1979–1983 Kurt Tiedke
- 1983–1989 Werner Eberlein
- 1989 Wolfgang Pohl
- 1989–1990 Manfred Dunkel

### Président du conseil de district
- 1952–1953 Josef Hegen
- 1954–1959 Paul Hentschel
- 1959 Bruno Kiesler
- 1960–1985 Kurt Ranke
- 1985–1990 Siegfried Grünwald
- 1990 Wolfgang Braun (mandataire du gouvernement)